# Jennifer Decker
Jennifer Decker (28 de desembre de 1982) és una actriu francesa.

## Biografia
S'inicià en el teatre d'uns 18 anys i es va distingir per Pierre Notte que li va suggerir el paper a “Romeu i Julieta”, dirigida per Irina Brook, una variant de la coneguda obra de Shakespeare, “Romeu i Julieta”. En total, juguen un centenar de shows a la capital. Allà va conèixer Elizabeth Simpson que es va convertir en la seva agent.
Actuà a diverses pel·lícules per a televisió com Young Man i Les Amants du Flore. El seu debut en un paper principal fou a Flyboys, pel·lícula dirigida per Tony Bill, entre d'altres, James Franco, Martin Henderson i Jean Reno. Més tard fou triada en el càsting de Hellphone, dirigida per James Huth, en què interpreta el personatge d'Angie amb Jean-Baptiste Maunier i Anais Demoustier.
Posteriorment, a la pel·lícula de Michel Münzer i Gérard Bitton Erreur de la banque en votre faveur, és l'Harmony, la jove amant de Jean-Pierre Darroussin.
El 2009 actuà en el drama musical Lulu und Jimi, una pel·lícula escrita i dirigida per Oskar Roehler, sense precedents a França.
Participà en Les Couteaux dans le dos, les ailes dans la gueule, dirigida per Pierre Notte al Théâtre Les Déchargeurs, París una obra escrita per Manon Heugel.
Al mateix temps, Jennifer està filmant una sèrie de televisió de France 2, Les Amants Naufragés, dirigida per Jean-Christophe Delpias juntament amb Stevenin Robinson i Simón Abkarian.

## Filmografia
- D'amour et d'eau fraîche (2010): Laura
- Lulu and Jimi (2009) : Jimi
- Erreur de la banque en votre faveur (2009) : Harmony
- Hellphone (2007) : Angie
- Flyboys (2006) : Lucienne
- Jeune homme (2006) : Elodie Dumoulin
- Jeux de haute société (2003) : Madame Blanche
- Trop plein d'amour (2003) : Noémie

## Televisió
- Les Amants Naufragés (2010) : Mathilde
- Les Amants du Flore (2006) : Marina
- Jeanne Poisson, marquise de Pompadour (2006) : La Dauphine
- Une femme d'honneur en l'episod Les liens du sang (2005): Laetitia Cervantes

## Teatre
- Juliette et Roméo dirigida per Irina Brook (2001-2002) - Teatre Nacional de Chaillot, Paris - Tour de França i l'estranger: Juliette
- La Fille du capitaine (2004)
- Les Couteaux dans le dos, les ailes dans la gueule dirigida per Pierre Notte (2009) - Théâtre Les Déchargeurs, París: Marie Gary Romain - Louis Jouvet (2008) - Teatre Vidy, Lausana: Leni